# Zīsīs Karachalios
Zīsīs Karachalios (in greco Ζήσης Καραχάλιος?; Karditsa, 10 gennaio 1996) è un calciatore greco, centrocampista dell'OFI Creta.

## Caratteristiche tecniche
È un mediano.

## Carriera

### Club
Cresciuto nelle giovanili dell'Anagennīsī Karditsa, ha esordito in prima squadra il 17 marzo 2013 in occasione del match di campionato vinto per 1-0 contro l'Ethnikos Sidirokastro.

### Nazionale
Ha giocato nelle nazionali giovanili greche Under-19 ed Under-21.

## Palmarès

### Club

#### Competizioni nazionali
- Campionato greco: 1

Olympiakos: 2014-2015
- Coppa di Grecia: 1

Olympiakos: 2014-2015